# 워킹맨 (드라마)
워킹맨(働きマン)은 2007년 10월 10일 ~ 2007년 12월 19일까지 NTV에서 방송된 드라마. 시간은 매주 수요일 밤 10시 ~ 10시 54분까지, 총 11회. 주연은 칸노 미호. 평균 시청률 12.1%, 최고 시청률 15.7%를 기록하였다.

## 개요
주인공 마츠카타 히로코는 28세 독신. 그리고, 주간지 《JIDAI》 편집부의 여성 편집자. 히로코는 편집장이나 상사나 동료들과 함께 좋은 잡지를 만들기 위해 밤낮으로 고군분투한다. 연인과 둘이서 만나 데이트할 시간도 뜻대로 되지 않은 채, 일에 몰두하고, 사람들과 일에 부딪혀 살아간다…. 그런 일을 하면서 히로코는 직장에서, 취재로, 그리고 집에서, 워킹맨이 된다.
열심히 일하는 사람에게, 남자나 여자도 관계없다. 히로코와 그녀의 주변 인물들을 통해 ‘일이란’, ‘일한다 하는 것이란’주제로 테마로 그린 드라마다.

## 캐스팅
마츠카타 히로코 (28) (칸노 미호)
주인공. 여성 편집자.
독신, 무슨 일이나 적극적이며 고지식한 성격. 자가 개인 시간이 방해 받더라도, 일이나 남자친구와의 데이트를 고민해도, 결국 일을 선택하는 사람. 일하는 모드로 들어가면 “남자 호르몬 스위치 들어갔다 男スイッチが入る” 라고 주변 사람들이 말할 정도로 일에 몰두하여, 후배들도 “마츠카타 선배, 워킹맨입니다! 松方先輩、働きマンです!” 이라고 말한다.
보여지는 것도 신경쓰는 타입으로, 패션은 액세서리에 이르기까지 매우 많다. 꿈은 30살 될 때까지 편집장이 되는 것. 좋아하는 것은 낫토 말이.
타나카 쿠니오 (22) (하야미 모코미치)
신인 편집자. 노력하지 않고 일은 즐기면서 하는 주의. 개인주의로 내 할 것만 하고 마는 성격. 이런 성격 때문에 히로코와 이래저래 부딪히는 일이 많다. 사실은, 주간지보다는 패션 의류 잡지에서 일하고 싶어했다. 하지만, 내면에는 누구보다 강한 근성을 갖고 있다.
나기사 마유 (23) (히라야마 아야)
신인 편집자. 히로코의 귀여운 후배. 연애 소설 (특히 나츠메 미요시의 작품)을 아주 좋아하고, 좋아하는 작가도 여러명 있다.편집자로서는 아직도 신입으로, 어린애 취급 당하기도 하고, 제안한 기획은 거의 결정되지 않거나 한다. 존경 하는 사람은 히로코. 좋아하는 것은 팥빵.
코바야시 아키히사 (29) (아라카와 요시요시)
연예·성문화 담당 편집자. 애칭은 고부짱(こぶちゃん). 히로코와 입사 동기라 자주 어울리는 술 친구. 여자 아이돌 그룹 팬.
카지 마이코 (31) (기치세 미치코)
히로코의 선배 편집자. 냉정하고, 섹시하면서도 품위 있는 여성. 사생활은 완전히 수수께끼로 둘러 쌓인 사람.
도지마 타모츠 (40) (노나카 이사오)
선배 편집자. 빈정거리는 걸 잘한다. 편집자로서 자긍심이 높다. “여자는 섹스로 일을 따낸다 女は寝たら仕事が取れる”는 말을 해서 히로코에게 무능한 편집자란 말을 들은 적도 있다. 등산이 취미.
나리타 키미오 (39) (사와무라 잇키)
데스크. 히로코가 의지 하는 상사. 성격은 여유로운 성격이지만, 일에는 냉정한 남자.
우메미야 타츠히코 (48) (이부 마사토)
편집장. 전형적인 아버지 스타일. 작은 새를 기르고 있다.
과거 JIDAI의 기자.
스가와라 후미야 (32) (츠다 칸지)
잠복 사진 전문. 무뚝뚝하고 고집세고 과묵하다. 여자와 일을 하는 것을 싫어한다.
야마시로 신지(야마시로 신지)(28) (요시자와 히사시)
대기업 종합 건설 업자 사원, 4년간 히로코의 연인. 상냥하고 친절한 성격.
맨션의 현장 감독을 거쳐 영업부로 이동. 일하는 자세에 반성하고, 히로코와 같이 열의를 갖고 일할 수 없는 것에 대해 고민한다.
어느 사건을 계기로 결국 히로코와 헤어진다. 후에 후쿠오카로 전근.
아라키 마사미 (28) (사다 마유미)
히로코의 친구. 치과 간호사. 히로코가 유일하게 언제든지 친하게 연락 하는 친구.

## 스태프
- 각본：요시다 토모코
- 음악：모리 히데하루, 시다 히로히데
- 프로듀서：카토 마사토시, 난바 토시죠
- 연출：나구모 세이이치, 사쿠마 노리요시
- 제작 협력：AX-ON
- 제작 저작권：NTV

## 관련 음반

### 여는 곡
- UVERworld / 浮世CROSSING
  - 작사：TAKUYA∞ 작곡：TAKUYA∞+아키라 편곡 :TAKUYA∞+아키라+히라이 테오

### 닫는 곡
- 《 働きマン音頭 워킹맨 선창[1]》 - 작곡 : 사와무라 잇키
  - 안무：파파야 스즈키
  - 춤：오야지 댄서즈(Dancers)

드라마 본편 방송후, 다음 회차 예고 전, 등장 인물과 함께 뒤에서 파파야 스즈키와 오야지 댄서즈가 곡에 맞춰 춤춘다.

### Original Sound Tracks
1. Switch On！
2. 集中力
3. ザ・ストレス
4. 理想と現実
5. 働きマン～おやすみ。
6. 無我夢中
7. 消えない過去
8. プライド
9. ファイティングガール
10. ティータイムの恋
11. 安らぎの時
12. 仕事の山
13. ライバル
14. 気分爽快
15. コンクリートの月
16. Night Bird
17. 徹夜明けの恋
18. ファイティングガール～戦いのあとで
19. 心のままに
20. 働きマン
21. 働きマン音頭（TVサイズ1）

## 부제·시청률
| 각 화                                                          | 방송일           | 부제                                        | 원작                                 | 워킹맨 선창       | 시청률 |
| -------------------------------------------------------------- | ---------------- | ------------------------------------------- | ------------------------------------ | ----------------- | ------ |
| 1                                                              | 2007년 10월 10일 | 연애보다 일…이라니 멋진 이야기잖아!!        | 여자의 활약 맨 맛있는 곳을 가져와 맨 | 히로코            | 15.7%  |
| 2                                                              | 2007년 10월 17일 | 여자의 적은 여자!?                          | 공주맨                               | 히로코            | 12.3%  |
| 3                                                              | 2007년 10월 24일 | 언젠가 승부를 걸꺼야맨                      | 언젠가 승부를 걸칠거야맨             | 타나카            | 13.0%  |
| 4                                                              | 2007년 10월 31일 | 동경과 눈물…뒤돌아봐맨!!                    | 뒤돌아 봐맨                          | 마유              | 11.1%  |
| 5                                                              | 2007년 11월 7일  | 일에 자랑스럽게 여길 수 있습니까?           | 잠복맨                               | 나리타            | 12.6%  |
| 6                                                              | 2007년 11월 14일 | 마침내…사랑과 일의 위기!!                   | 오류맨 운세맨                        | 히로코            | 10.1%  |
| 7                                                              | 2007년 11월 21일 | 이별…그래도 일은 있다                       | 흠뻑젖은맨                           | 고바야시          | 12.7%  |
| 8                                                              | 2007년 11월 28일 | 최악…실연은 큰일이다!!                      | 원한을 품은 맨 돌아온 워킹맨         | 스가와라          | 13.2%  |
| 9                                                              | 2007년 12월 5일  | 일에 애정을 가질 수 있습니까?               | 보답을 받은 맨                       | 우메미야          | 7.9%   |
| 10                                                             | 2007년 12월 12일 | 아버지의 마음…나는 분명 열심히 할 수 있어!! | 옛날도 지금도 워킹맨 아버지맨        | 히로코            | 12.3%  |
| 최종화                                                         | 2007년 12월 19일 | 29살의 생일…연애인가 일인가 결단의 순간!!   |                                      | JIDAI 편집부 전원 | 11.5%  |
| 평균 시청률·12.1%(시청률은 관동지방 기준· 비디오 리서치 조사). |                  |                                             |                                      |                   |        |

## 원작과의 차이점
- 원작에서는 히로코는 골초지만, 칸노 미호가 담배를 싫어하여 손에 담배를 걸치기만 했지, 피우는 신은 한 번도 나오지 않았다.
- 마사미의 직업이 드라마에서는 치과 간호사가 되어 있다.
- 제3화 : 타나카를 혼내는 건, 원작에서는 우메미야지만, 드라마에서는 히로코가.
- 제5화 : 히로코와 스가와라가 잠복하는 것이 드라마에서는 2일 뒤지만, 원작에서는 다음날. 또 그 타겟이 원작에서는 올림픽 후보 여자 육상 선수와 코치이나, 드라마에서는 영화 배우와 여성 가수로 설정.
- 제6화 : 히로코와 마유가 점을 본 건 드라마에서는 히로코와 신지가 헤어지기 전이었지만, 원작에서는 헤어진 이후.
- 제7화 : 히로코의 방에 침입한 도둑이 히로코의 노트북을 훔쳐 갔지만, 원작에서는 누수로 인해 노트북이 고장 난 것으로 설정했다. 또 히로코의 방도, 원작에서는 새로 벽지를 칠하고 하지만, 드라마에서는 히로코가 혼자서 흐트러진 방 정리.
- 최종화 : 신지의 전근지가 원작에서는 나고야지만, 드라마에서는 후쿠오카로 설정.